# Sherrodsville (Ohio)
Sherrodsville es una villa ubicada en el condado de Carroll en el estado estadounidense de Ohio. En el Censo de 2010 tenía una población de 304 habitantes y una densidad poblacional de 371,44 personas por km².

## Geografía
Sherrodsville se encuentra ubicada en las coordenadas 40°29′40″N 81°14′39″O / 40.49444, -81.24417. Según la Oficina del Censo de los Estados Unidos, Sherrodsville tiene una superficie total de 0.82 km², de la cual 0.82 km² corresponden a tierra firme y (0%) 0 km² es agua.

## Demografía
Según el censo de 2010, había 304 personas residiendo en Sherrodsville. La densidad de población era de 371,44 hab./km². De los 304 habitantes, Sherrodsville estaba compuesto por el 98.36% blancos, el 0% eran afroamericanos, el 0.99% eran amerindios, el 0% eran asiáticos, el 0% eran isleños del Pacífico, el 0.33% eran de otras razas y el 0.33% pertenecían a dos o más razas. Del total de la población el 0.33% eran hispanos o latinos de cualquier raza.